# Všechlapy (Malšice)
Všechlapy (německy Wschechlap) jsou malá vesnice, část městyse Malšice v okrese Tábor v Jihočeském kraji. Nachází se asi pět kilometrů jihozápadně od Malšic. Všechlapy leží v katastrálním území Všechlapy u Malšic o rozloze 2,22 km².
Vsí prochází Železniční trať Tábor–Bechyně a vede tudy silnice II/137. Severovýchodně od vesnice pramení Všechlapský potok.

## Historie
První písemná zmínka o vesnici pochází z roku 1379.

## Obyvatelstvo
| Rok            | 1869 | 1880 | 1890 | 1900 | 1910 | 1921 | 1930 | 1950 | 1961 | 1970 | 1980 | 1991 | 2001 | 2011 | 2021 |
| -------------- | ---- | ---- | ---- | ---- | ---- | ---- | ---- | ---- | ---- | ---- | ---- | ---- | ---- | ---- | ---- |
| Počet obyvatel | 134  | 132  | 130  | 136  | 120  | 105  | 119  | 89   | 88   | 68   | 47   | 39   | 41   | 38   | 42   |
| Počet domů     | 23   | 24   | 24   | 23   | 22   | 22   | 22   | 22   | 21   | 21   | 20   | 22   | 21   | 23   | 23   |

## Obecní správa
Při sčítání lidu v letech 1850–1960 Všechlapy byly samostatnou obcí, se kterým patřily nejprve do okresu Milevsko, ale od roku 1950 v okrese Tábor. V letech 1961–1975 byly částí obce Čenkov v okrese Tábor. Od 1. července 1975 jsou částí městyse Malšice v okrese Tábor.

## Galerie

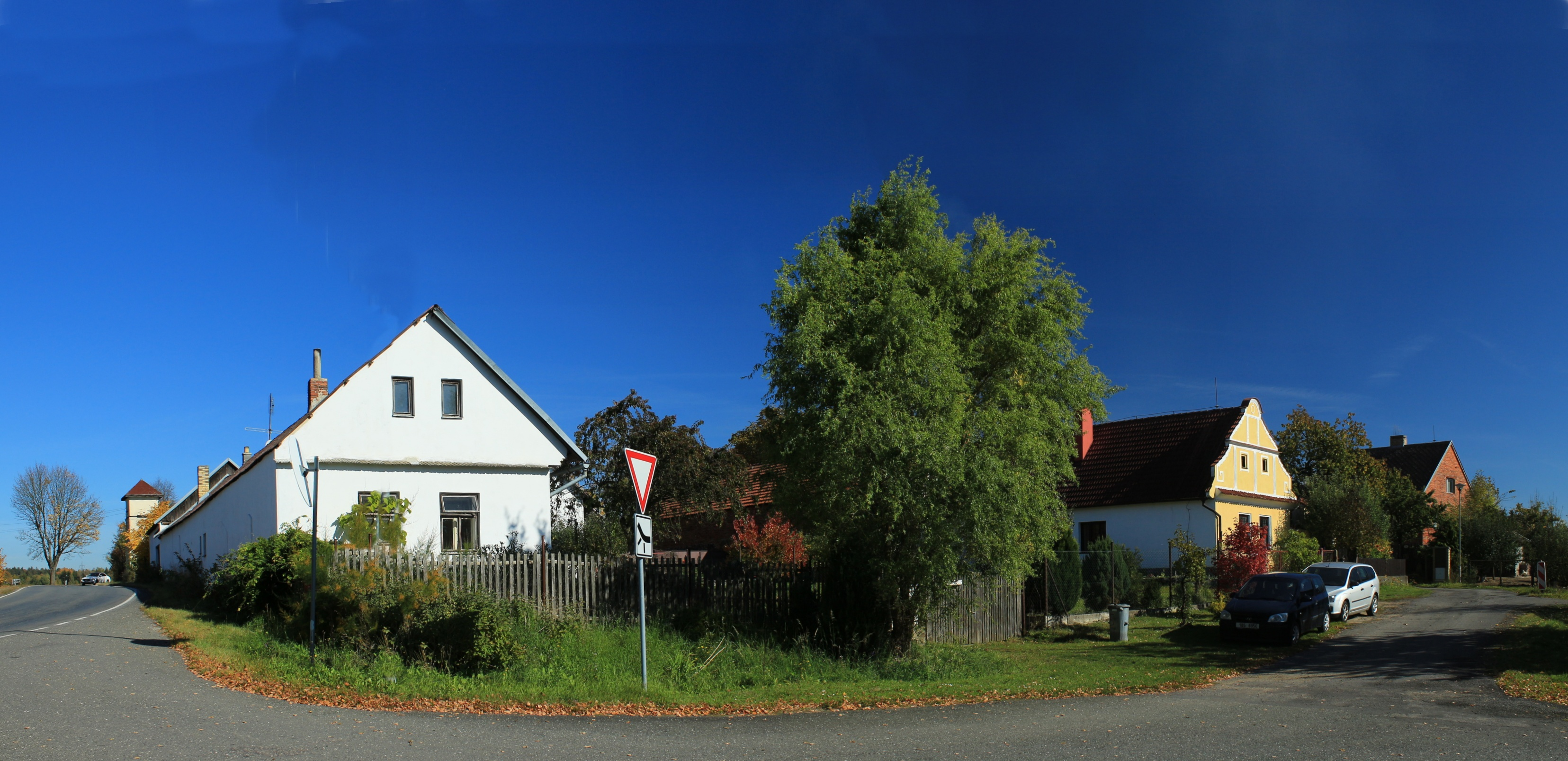
Pohled na část vesnice
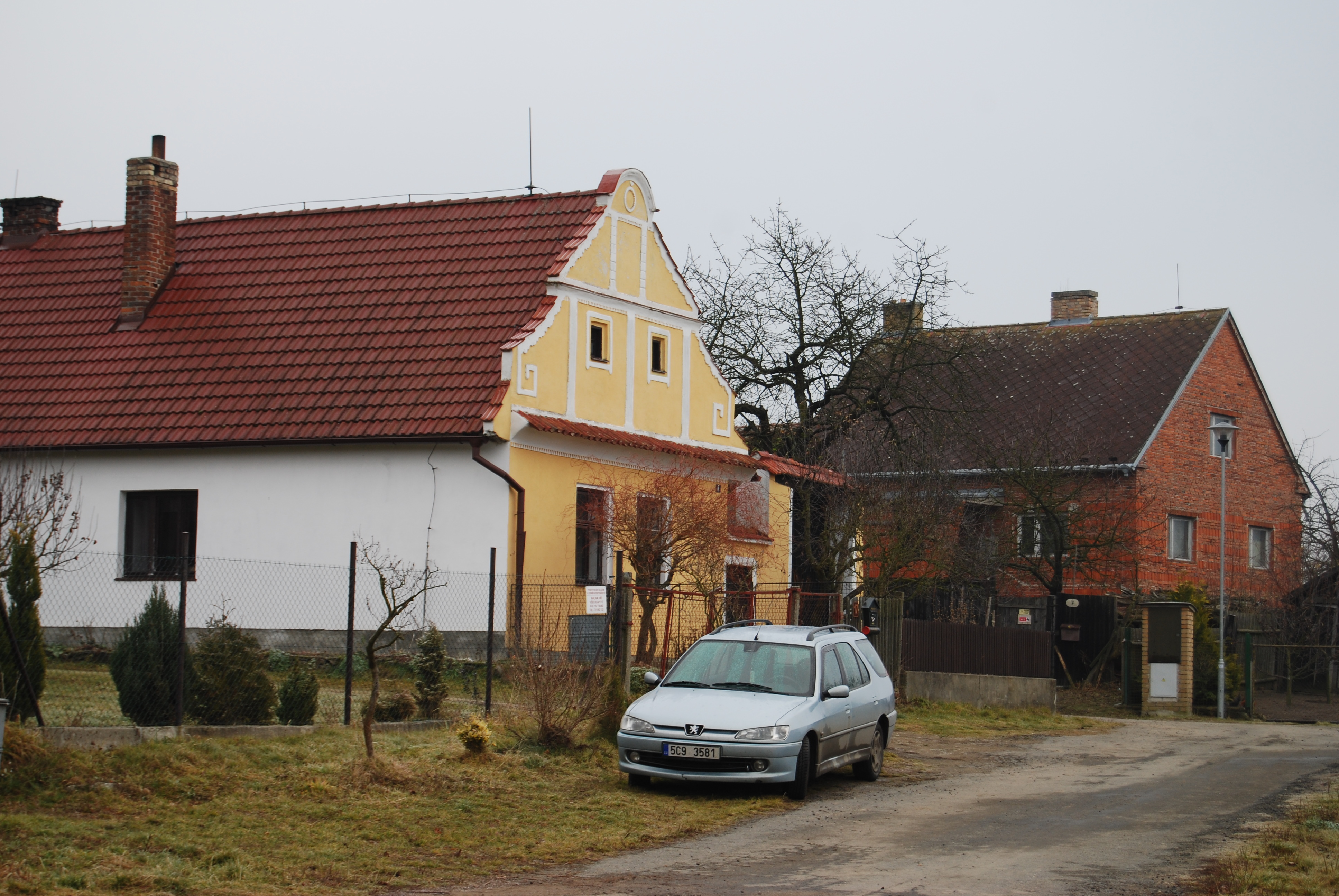
Usedlost ve vsi
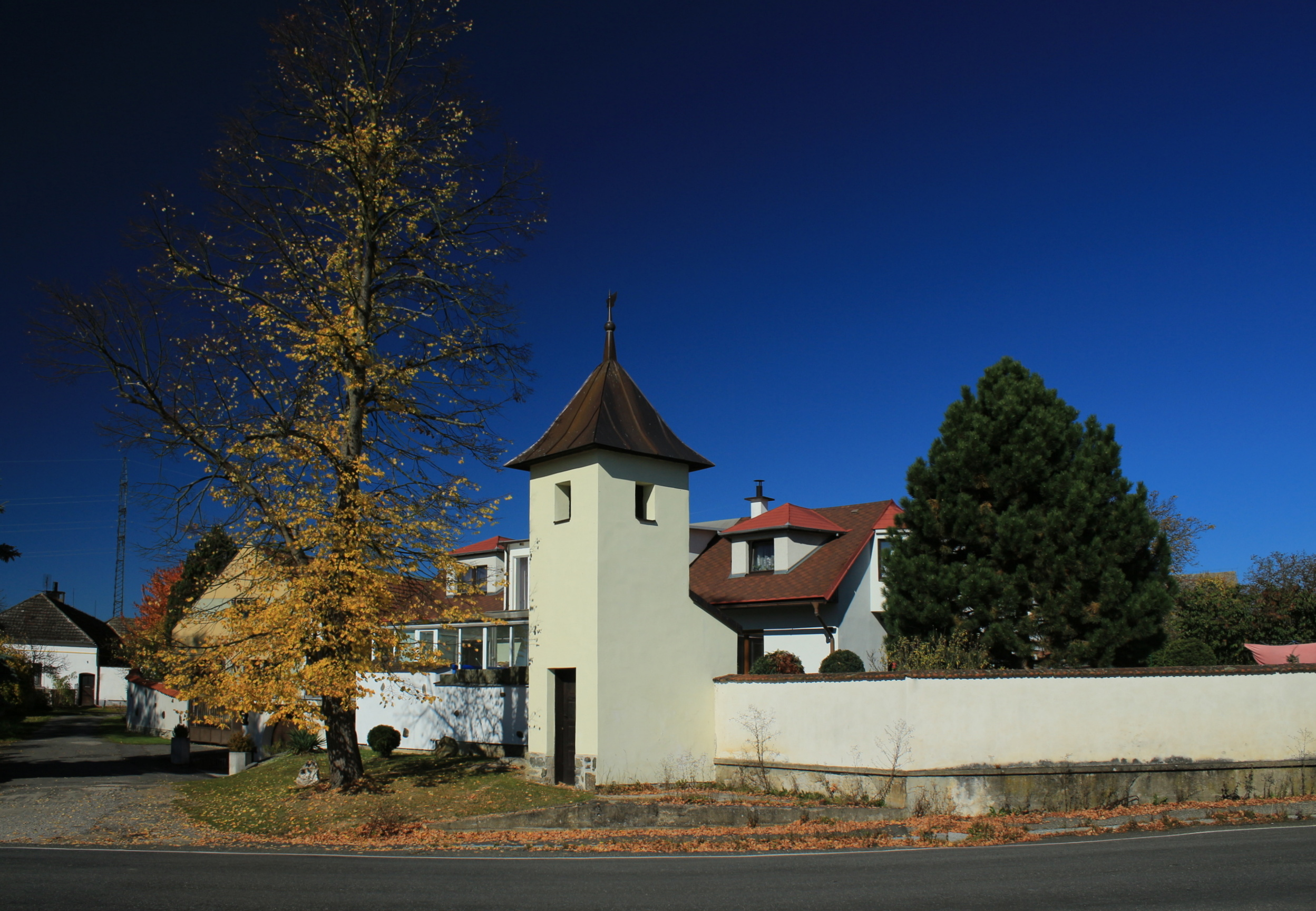
Zvonice
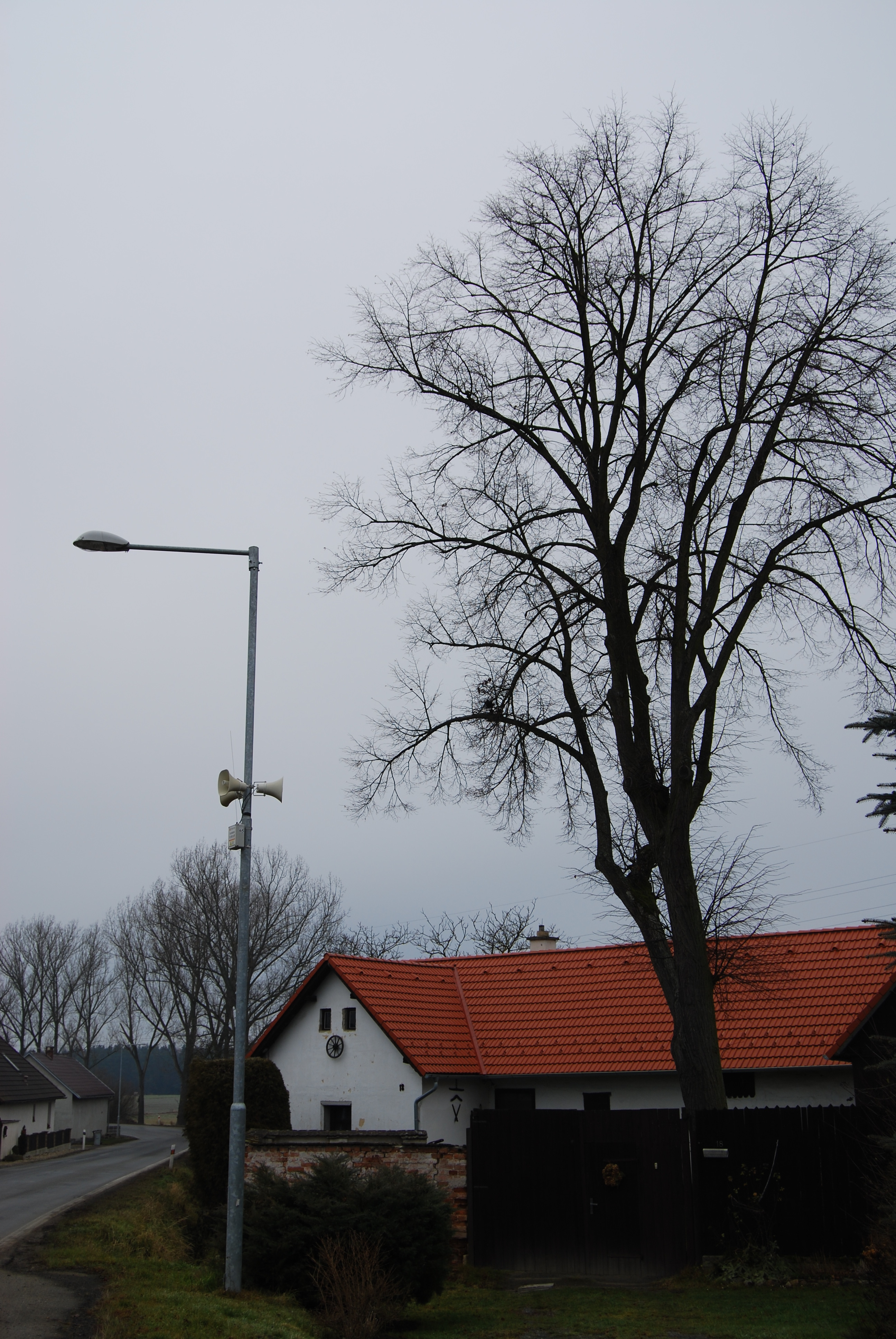
Dům ve vesnici
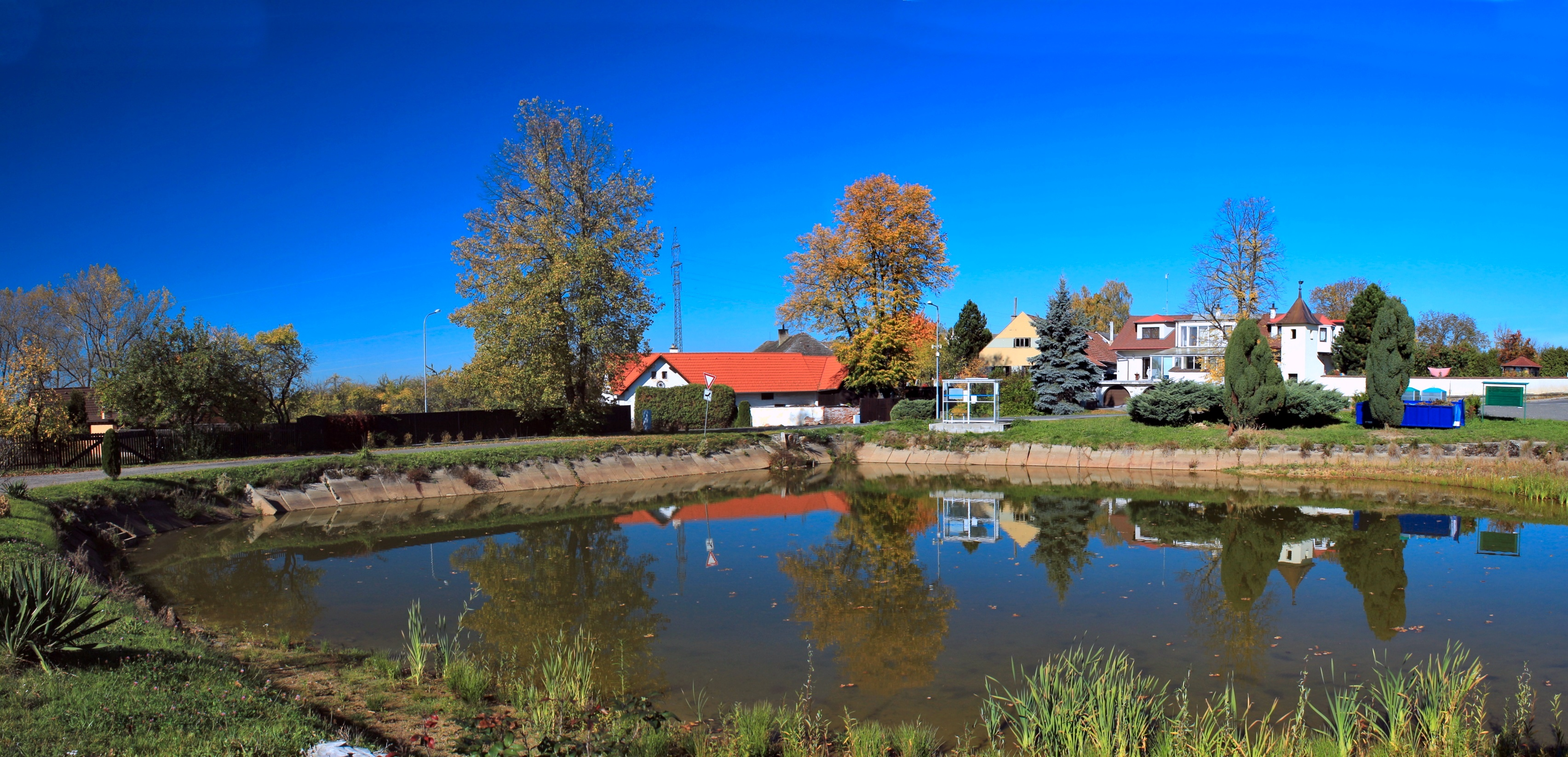
Rybník na návsi